# Kom Ombo
Kom Ombo (arab: كوم أمبو; ógörög: Ὄμβοι átírva Omboi) város Egyiptom déli részén, a Nílus nyugati partján, a Nasszer-tó északi végétől kb. 55 km-re északra.
Mezőgazdasági központ, mely környékén elsősorban cukornádat, gyapotot és kukoricát termesztenek. Jelentős a turizmus is ókori templomának köszönhetően.
A város és környező falvak adtak otthont azoknak a núbiaiaknak, akiknek egykori lakhelyét az az Asszuáni-gát megépítésekor az újonnan létrejött Nasszer-tó árasztotta el. Az új letelepülők között magyarabok is voltak.
Az ókori Kom Ombo, vagyis Ombos dombja a Ptolemaioszok idején lett Dél-Egyiptom központja, korábban csak kis helyőrség tartózkodott itt. Itt épült meg az ősi város, s attól mintegy 2 km-re délkeletre a Nílusra néző templom, a III. Thotmesz uralkodása idején alapított templom helyén. Később ezt is belepte a sivatag, csak a 19. század végén kezdtek hozzá a templom feltárásához.
A Nílus partján álló egykori templomot a két istenség, Szobek (a krokodilfejű isten) és Haroérisz (Hórusz egyik formája, a karvalyfejű "Öreg-Hórusz", a reggeli nap istene) tiszteletére emelték. Mindent megkettőztek, hogy elkerüljék a sértést: ezért is van két szentély benne; az épület déli része Szobeké, az északi Haroériszé.

## Fordítás
- Ez a szócikk részben vagy egészben  a   Kom Ombo című angol Wikipédia-szócikk fordításán alapul.  Az eredeti cikk szerkesztőit annak laptörténete sorolja fel. Ez a jelzés csupán a megfogalmazás eredetét és a szerzői jogokat jelzi, nem szolgál a cikkben szereplő információk forrásmegjelöléseként.